# Philipp Eng
Phillipp Eng (Salzburgo, 28 de fevereiro de 1990) é um piloto de carros austríaco.

## Carreira[1]
A carreira de Philipp Eng começou em 1999, na IV Divisão Austríaca de 80cc do campeonato de cadetes, onde acabou como vice-campeão na sua primeira época, antes de ganhar no ano seguinte. Seguiram-se mais cinco anos no karting, ganhando a V Divisão Austríaca DO campeonato Bambini à sua primeira tentativa em 2001, e o Campeonato Italiano Open Masters ICA Júnior em 2004.
Em 2006, Philipp Eng progrediu para os monolugares, indo para o Campeonato de Fórmula BMW ADAC a equipa Berlin-Brandenburg. Dominou o campeonato de rookies, obtendo sete vitórias e oito pódios em 18 corridas, e também um pódio e uma classificação nos 10 primeiros no seu 10º lugar final no campeonato principal. Neste ano, Philipp Eng também competiu em duas corridas de Fórmula BMW Reino Unido.
Philipp Eng voltou a competir na Fórmula BMW ADAC em 2007, coleccionando 2 superbas classificações seguidas nos 5 primeiros, para o 3º lugar final no campeonato. Ao longo da época, obteve sete pódios e duas vitórias, em Barcelona e Oschersleben, dois circuitos que a Fórmula 2 FIA visitará em 2009. No fim de 2007, Philipp Eng competiu na Final Mundial de Fórmula BMW, ganhando e tendo-se qualificado na pole.
A seguir à sua impressionante vitória na Final Mundial de Fórmula BMW, Philipp Eng foi convidado pela BMW Sauber F1 para pilotar um carro deles na Cidade do México. Também competiu na Taça ATS de Fórmula 3, qualificando-se  em segundo e de seguida, na pole, nas 2 corridas de abertura e três classificações nos quatro primeiros. A para com a Fórmula 3, Philipp Eng competiu também em 6 corridas de Fórmula BMW Europa.

### Registo nos monolugares
| Época | Campeonato                   | Vitórias | Pódios | Pole Positions | Lugar Final |
| ----- | ---------------------------- | -------- | ------ | -------------- | ----------- |
| 2006  | Fórmula BMW Reino Unido      | ND       | 1      | ND             | 4º          |
| 2006  | Fórmula BMW ADAC *1          | 1        | 9      | 7              | 2º          |
| 2007  | Fórmula BMW ADAC             | 1        | 9      | 2              | 3º          |
| 2008  | Final Mundial de Fórmula BMW | -        | -      | 1              | 1º          |
| 2008  | Taça ATS de Fórmula 3        | -        | 1      | 1              | ND          |
| 2008  | Fórmula BMW Europa           | ND       | ND     | ND             | ND          |
| 2009  | Fórmula 2 FIA                | ND       | ND     | ND             |             |